# Hypera fuscocinerea
Hypera fuscocinerea är en skalbaggsart som först beskrevs av Thomas Marsham 1802.  Hypera fuscocinerea ingår i släktet Hypera, och familjen vivlar. Enligt den svenska rödlistan är arten nationellt utdöd i Sverige. . Arten har tidigare förekommit i Götaland men är numera lokalt utdöd. Artens livsmiljö är jordbrukslandskap.